# Urmeniuqini
Urmeniuqini fou el nom de la regió del Taron oriental o Muş, al nord-est del llac Van, en temps del regne d'Urartu. El seu nom podria trobar-se a l'origen del nom d'Armènia.